# Christina Perri
Christina Judith Perri (Bensalem, Filadèlfia, Pennsilvània, 19 d'agost de 1986) és una cantant, compositora i música estatunidenca. Va saltar a la fama als 24 anys quan la cadena Fox va utilitzar el 2010 el seu senzill Jar of Hearts al programa So You Think You Can Dance, i la revista Rolling Stone la reconegués com a "Band of the Week".
El single va arribar a vendre més de 3 milions de còpies als Estats Units i va ser un èxit a tot el món. Al Regne Unit, va aconseguir el número tres a les llistes d'èxits i va passar més de 3 mesos en l'UK Top 40. Uns mesos més tard, Perri va llançar el seu primer extended play (CD), l'Ocean Way Sessions.
Després de "Jar of Hearts" va començar a reunir una gran quantitat d'atenció i Perri va signar un contracte discogràfic amb Atlantic Records. El seu àlbum debut, Lovestrong, va ser llançat el 10 de maig de 2011. El 2012, escrigué i enregistrà "A Thousand Years" per a la pel·lícula La Saga Crepuscle: Alba - Part 1 (2011) i apareix a la banda sonora. La cançó va arribar a vendre més de 4 milions de còpies als Estats Units, sent certificat 4 × platí. El seu segon EP, A Very Merry Perri Christmas, va ser llançat a l'octubre de 2012.
Segon àlbum d'estudi de Perri, Head or Heart, va ser publicat l'1 d'abril de 2014. El seu primer senzill (de Head or Heart), Human, va ser llançat el 18 novembre 2013.

## Discografia
- Lovestrong (2011)
- Head or Heart (2014)
- Songs for Carmella: Lullabies & Sing-a-Longs (2019)